# Kittipong Sansanit
Kittipong Sansanit (thailändisch กิตติพงษ์ แสนสนิท, * 22. März 1999) ist ein thailändischer Fußballspieler.

## Karriere

### Verein
Kittipong Sansanit erlernte das Fußballspielen beim Assumption United FC. Der Verein aus der Hauptstadt Bangkok spielte in der vierten Liga, der Thai League 4. Seinen ersten Vertrag unterschrieb er 2018 beim Erstligisten Muangthong United. Nach Vertragsunterschrift wurde er direkt wieder an seinen Jugendverein Assumption United ausgeliehen. Hier absolvierte er 2019 zehn Viertligaspiele. Nach Ende der Ausleihe in Bangkok wechselte er 2020 ebenfalls auf Leihbasis zum Udon Thani FC. Der Club aus Udon Thani spielt in der zweiten Liga, des Landes, der Thai League 2. Für Udon absolvierte er zwei Zweitligaspiele. Im Anschluss spielte er ebenfalls auf Leihbasis für den Drittligisten Ayutthaya FC. Mit dem Verein aus Ayutthaya spielte er zwölfmal in der dritten Liga. Im Mai 2021 unterschrieb er einen Vertrag beim Erstligisten Samut Prakan City FC. Am Ende der Saison 2021/22 belegte er mit dem Verein aus Samut Prakan den vorletzten Tabellenplatz und musste somit in die zweite Liga absteigen. Nach dem Abstieg verließ er Samut Prakan und schloss sich im Juni 2022 dem Erstligisten Chonburi FC an. Am Ende der Saison 2023/24 belegte er mit Chonburi den 14. Tabellenplatz und musste somit in die zweite Liga absteigen. Am Ende der Saison 2024/25 feierte er mit Chonburi die Zweitligameisterschaft sowie den Aufstieg in die erste Liga.

### Nationalmannschaft
Kittipong Sansanit spielte 2018 siebenmal in der U-19-Nationalmannschaft. Viermal trug er bis jetzt das Trikot der thailändischen U-23.

## Erfolge
Chonburi FC
- Thailändischer Zweitligameister: 2024/25  ▲